# Nabocodes mimellus
Nabocodes mimellus är en mångfotingart som beskrevs av Chamberlin 1940. Nabocodes mimellus ingår i släktet Nabocodes och familjen storjordkrypare.
Artens utbredningsområde är Panama. Inga underarter finns listade i Catalogue of Life.